# 世界女子花式撞球公開賽
世界女子花式撞球公開賽（正式名稱：安麗益之源盃世界女子花式撞球公開賽），於1998年由臺灣美國商家安麗贊助而開辦，原名安麗盃世界女子花式撞球邀請賽，於2003年因為SARS事件而停止舉辦一屆，於2006年易名為安麗盃世界女子花式撞球錦標賽，於2009年更改制度為安麗盃世界女子花式撞球公開賽，於2015再度易名為安麗益之源盃世界女子花式撞球錦標賽，但此項賽事已於2018年底宣布從此停辦。安麗盃為中華民國舉辦的賽事中，最具國際級數的大型賽事，撞球項目也是除了棒球、跆拳道及拔河外，台灣較具有世界競爭力的運動項目。

## 賽制
- 共分8組，每組正賽選手4~5位，加上外卡選手1位，共5~6位，交叉對戰，分組預賽搶7局，複賽搶7局，8強賽搶7~9局，半準決賽起搶9局，冠軍決賽搶11局。2006年起四強賽事敗部均列為季軍，比賽獎金分別為冠軍3萬4千美金、亞軍1萬美金、季軍2名各5千美金、5~8名2千美金、9~16名1千美金等獎勵。

## 歷屆冠軍
| 年度 | 賽事進行日期     | 冠軍          | 個人冠軍次數 | 賽制   | 參賽人數 |
| ---- | ---------------- | ------------- | ------------ | ------ | -------- |
| 1998 | 4月17日～4月19日 | 艾利森·費雪   | 1            | 邀請賽 | 12人     |
| 1999 | 4月4日～4月6日   | 艾利森·費雪   | 2            | 邀請賽 | 12人     |
| 2000 | 4月2日～4月4日   | 陳純甄        | 1            | 邀請賽 | 12人     |
| 2001 | 4月6日～4月8日   | 艾利森·費雪   | 3            | 邀請賽 | 12人     |
| 2002 | 4月5日～4月7日   | 艾利森·費雪   | 4            | 邀請賽 | 12人     |
| 2003 |                  | SARS停辦      | SARS停辦     |        |          |
| 2004 | 4月30日～5月3日  | 柳信美        | 1            | 邀請賽 | 12人     |
| 2005 | 5月6日～5月9日   | 艾利森·費雪   | 5            | 邀請賽 | 12人     |
| 2006 | 3月1日～3月4日   | 金佳映        | 1            | 世錦賽 | 48人     |
| 2007 | 4月5日～4月8日   | 潘曉婷        | 1            | 世錦賽 | 48人     |
| 2008 | 4月3日～4月6日   | 林沅君        | 1            | 世錦賽 | 48人     |
| 2009 | 4月30日～5月3日  | 周婕妤        | 1            | 公開賽 | 48人     |
| 2010 | 3月4日～3月7日   | 車由蘭        | 1            | 公開賽 | 48人     |
| 2011 | 3月10日～3月13日 | 金佳映        | 2            | 公開賽 | 48人     |
| 2012 | 3月15日～3月18日 | 周婕妤        | 2            | 公開賽 | 48人     |
| 2013 | 3月14日～3月17日 | 凱莉·費雪     | 1            | 公開賽 | 40人     |
| 2014 | 2月27日～3月2日  | 周婕妤        | 3            | 公開賽 | 40人     |
| 2015 | 4月9日～4月12日  | 林沅君        | 2            | 錦標賽 | 40人     |
| 2016 | 6月16日～6月19日 | 切斯卡·森特諾 | 1            | 錦標賽 | 40人     |
| 2017 | 3月2日～3月5日   | 陳思明        | 1            | 錦標賽 | 40人     |
| 2018 | 3月8日～3月11日  | 陳思明        | 2            | 錦標賽 | 40人     |

## 歷屆安麗盃賽事口號
| 年度 | 口號                       | 備註     |
| ---- | -------------------------- | -------- |
| 1998 | 《火線追撞》               |          |
| 1999 | 《第9元素》                |          |
| 2000 | 《9號風球》                |          |
| 2001 | 《玫瑰心，撞球情》         |          |
| 2002 | 《前進奧運2008，撞球加油》 |          |
| 2003 | 《9號魔球》                | SARS停辦 |
| 2004 | 《美麗與球技》             |          |
| 2005 | 《新花綻放》               |          |
| 2006 | 《美麗、激戰、榮耀》       |          |
| 2007 | 《精彩十年》               |          |
| 2008 | 《美麗奮戰》               |          |
| 2009 | 《美麗與堅持》             |          |
| 2010 | 《決綻春天》               |          |
| 2011 | 《完美靚技》               |          |
| 2012 | 《純粹靚擊》               |          |
| 2013 | 《奇技轉動》               |          |
| 2014 | 《絕對淨力》               |          |
| 2015 | 《滿分淨技》               |          |
| 2016 | 《愛上她》                 |          |
| 2017 | 《洄轉初心》               |          |
| 2018 | 《美麗的傳承》             |          |

詳細情形請查看緯來體育台《安麗盃賽事回顧》 （页面存档备份，存于）

## 歷屆參賽過安麗盃撞球選手

### 亞洲
中華民國
陳純甄、柳信美、林沅君、周婕妤、陳禾耘、張舒涵、蔡佩真、賴慧珊
林筱琦、高淑品、蘇憶雲、李君婷、林倍君、林英雅、張瓊文、詹雅庭
范瑞芳、林君樺、魏子茜、吳曉雯、洪夢霞、林庚醇、吳芷婷、郭思廷
謝喻雯、楊涵茹、陳佳樺、范育瑄、牟淑鳳、何心如
 中國
潘曉婷、付小芳、劉莎莎、陳思明、韓雨、畢竹清、陳雪、周萌萌
周豆豆、夏雨瀅、吳晶、劉昱辰
 日本
梶谷景美、大井由希子(濱西)、河原千尋、野內麻聖美、福家美幸(栗林)、大谷晃央、渡邊哉子
坂井美雪、夕川景子、曾根恭子、池田真希、高木真樹子、兼子小百合、江邊香織、平口結貴、藤田知枝
金佳映、車由蘭、林潤美、玄知原、朴恩智、鄭聖賢、鄭寶拉、李宇珍
 新加坡
蔡志蔚、何淑華
 马来西亚
關雪兒、蘇哈娜·莎圖、李晶云
 菲律賓
盧比倫·艾咪、愛麗絲·雷諾拉、瑪莉安·巴莎、切斯卡·森特諾
 泰國
桑蒂尼·查蘇庫、華娜芮‧奇查倫、達斯塔‧安琪查彩
 印度尼西亞
安潔琳‧蒂卡露、亞曼達‧瑞哈尤
 越南
黃氏玉萱、段氏玉黎
 伊朗
瑪莉亞‧伊莎蒂
 印度
妮娜‧普拉芬

### 歐洲
英國
艾利森·費雪、凱莉·費雪、薇樂莉·芬尼、莎拉·艾樂比
 荷蘭
蕾娜·寶曼、伊絲泰勒·碧嫩、塔瑪菈·瑞梅克斯、蒙麗莎·瑞梅克斯、金西亞·歐芬妮德思
 奥地利
葛達·赫佛斯達特、茉莉·歐斯純、莎賓娜·拉芙奇尼
 愛爾蘭
卡倫·高爾、茱蒂·凱莉
 芬兰
瑪莉卡·寶姬尤基
 比利时
溫蒂·珍思、卡蜜拉·凱婕娃
 丹麦
克淳·珍森
 德国
黛安娜·史黛茲尼、珍妮·思旺、艾娜·珍蘇拉、艾娜‧卡蘭、薇若妮卡‧伊凡諾夫斯卡亞、克里斯蒂娜‧格林
碧亞‧布萊哲
 瑞典
海琳娜·斯隆菲特、莫尼卡·馬爾艾塔、卡洛琳‧羅斯
 挪威
琳恩·喬斯菲克、伊恩‧黑薇克、露易絲‧法柏格
 土耳其
艾露·凱巴洛魯
 俄羅斯
娜塔莉‧斯洛絲坦、安娜‧瑪姬麗娜、克里斯蒂娜‧特卡琪
 波蘭
伊莎貝拉‧旺希卡、卡塔琳娜‧維索洛夫斯卡
 法國
蕾蒂莎 多斯‧桑托斯
 瑞士
克勞蒂亞‧馮羅爾

### 非洲
南非
妮可拉‧羅索、瑪格達‧克林吉

### 大洋洲
琳道·胡莉、泰勒‧美亞、潔瑪‧舒曼、珍妮佛‧麥卡樂
 新西兰
丹妮思·威爾金森、莫露迪‧卡瑟姆查雅娜

### 北美洲
美国
珍妮佛·巴瑞塔、莫尼卡·韋柏、珍娜·李(韓裔)、莎拉·羅斯、金·懷特、安娜·柯塔妮恩、艾蜜莉‧達迪
薇薇安·薇拉蕊、麗茲·福特、卡琳達·卡爾紅、梅根·米里屈、蘇珊·威廉斯、陳婉允(台裔)、夏奈爾.洛瑞安
 加拿大
瓊安·艾希頓、葛莉絲·中村-巴庫克(日裔)、娜米·威廉斯、薇歐妮克‧梅納爾、莫琳‧西圖

### 中南美洲
委內瑞拉
喬安娜·艾斯皮諾莎·法雅度、卡琳‧桑切斯、米拉佳娜‧格魯伊契奇
 尼加拉瓜
希爾妲·露卡西亞·瑰瑞兒·布蘭登